# Bonobo (hudebník)
Bonobo, občanským jménem Simon Green, je britský interpret, DJ a producent žijící v Los Angeles. Produkuje převážně melancholicky laděnou elektronickou hudbu žánrů downtempo, nu jazz a trip hop. Typická je pro něj kombinace živé hudby a samplů, ze kterých vytváří vrstevnaté nahrávky složené ze skutečných nástrojů, nikoli strojového zvuku typického pro klasickou elektronickou hudbu. Zahrál si už živě v opeře v Sydney nebo na festivalu v Glastonbury. V současnosti spolupracuje s vydavatelstvím Ninja Tune.

## Život
Vyrůstal na Hampshirském venkově spolu se dvěma sestrami. Jako teenager se začal učit hrát na piáno, kytaru a pracovat s nahrávkami. Jeho otec byl součástí Londýnské folkové scény a Bonobo přiznává, že měl k hudbě dost odlišný přístup než zbytek jeho rodiny, která byla spíše klasičtěji laděná.
V šestnácti letech vstoupil do neo hardcorové skupiny Finger Charge. Po přestěhování se do Brightonu a započetí studia na umělecké škole, kde studoval filmovou tvorbu, se odklonil spíše k trip hopu. Vznikla také i jeho přezdívka pocházející z druhového jména šimpanze bonoba, kterou převzal z románu Willa Selfa "Great Apes" vydaného roku 1997. Dnes výběru pseudonymu poněkud lituje a přiznává, že bývá až nepříjemně často tázán nebo upomínán na detaily ohledně života právě těchto opic, ke kterým ale žádný zvláštní vztah on sám nemá.
Roku 2010 se přestěhoval do New Yorku. S atmosférou města naplněnou spěchem a stresem se však nezžil a o pět let později se přestěhoval do Los Angeles. V tu samou dobu se do L.A. přistěhoval i producent a spolupracovník Coldplay Jon Hopkins, se kterým se Bonobo spřátelil. Bonobo se tak ocitl, jak sám řekl, ve velmi kreativním a otevřeném prostředí, které nikde jinde do té doby nezažil.

## Tvorba
Postupně vydal dvě instrumentální alba Animal Magic a Dial 'M' for Monkey (již pod vydavatelstvím Ninja Tunes). Třetí album Days to Come z roku 2006 ho posouvá více k jazzu a soulu. Čtvrté album vyšlo v roce 2010 pod názvem Black Sands. Spolupracoval na něm s interprety jako Erykah Badu nebo Grey Reverend. Následovalo album North Borders v roce 2013, na kterém se objevila zpěvačka Andreya Triana a básnířka Bajka. V roce 2017 vydal album Migration, jehož nádech ovlivnila smrt jeho otce a pocity, které v tom období prožíval. Album má být podle Bonoba studií lidí a míst, neboť on sám tráví podstatnou část života na cestách, kde i tvoří.
Sedmé studiové album Fragments vyšlo 14. ledna 2022. Před vydáním alba vyšlo pět singlů. První singl, "Rosewood", byl uveden 6. října 2021, následovaný 20. října 2021 skladbou "Tides", která vznikla ve spolupráci s Jamilou Woods. Třetí singl, "Otomo", byl vydán 10. listopadu 2021, spolupráce s O'Flynnem, následovaný 1. prosince "Shadows" s Jordanem Rakeiem. Pátý a poslední singl, "From You", nahraný s Joji, byl vydán 3. ledna 2022.
Bonobo se proslavil svými koncertními vystoupeními a DJskými sety.

## Galerie

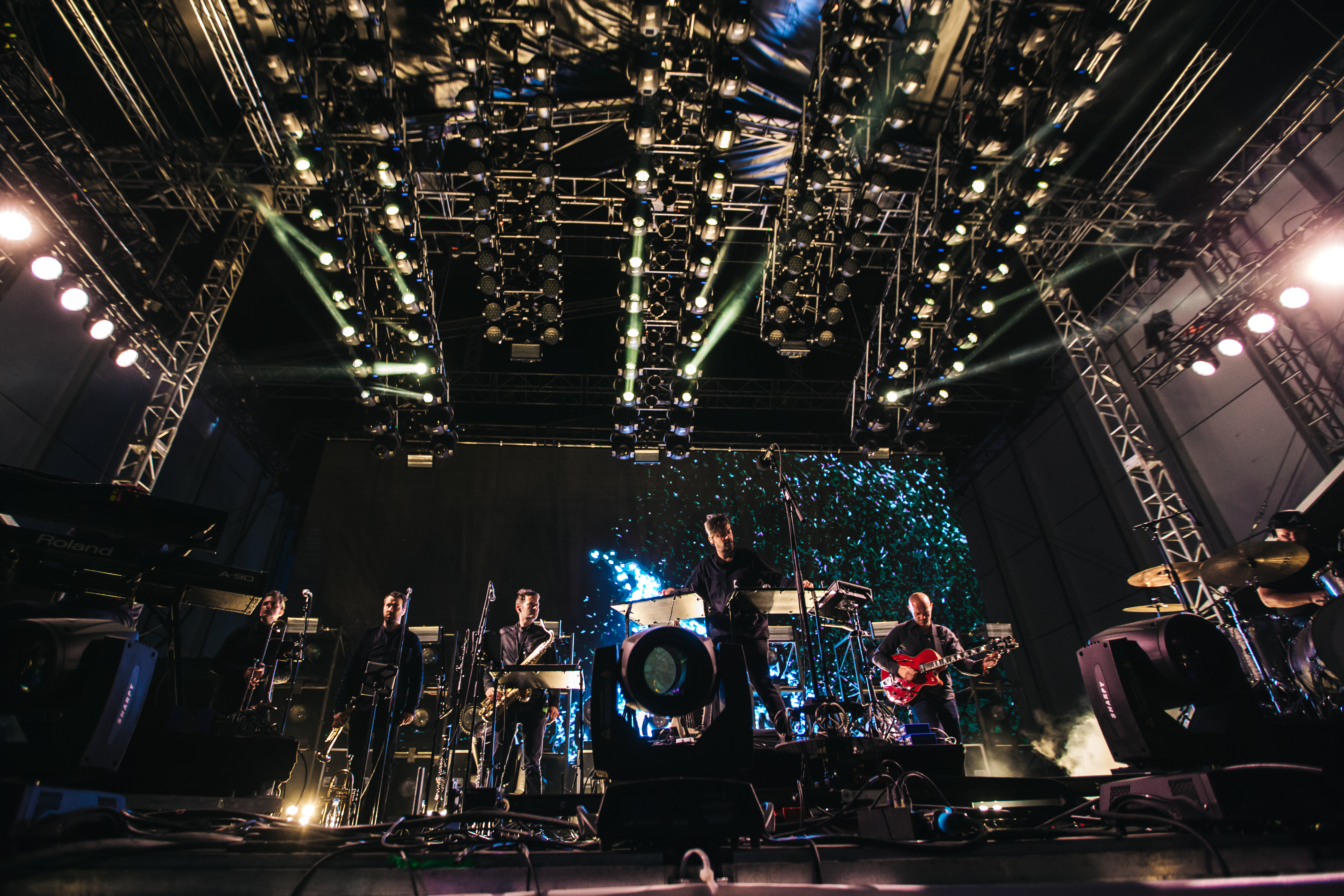
Stage design
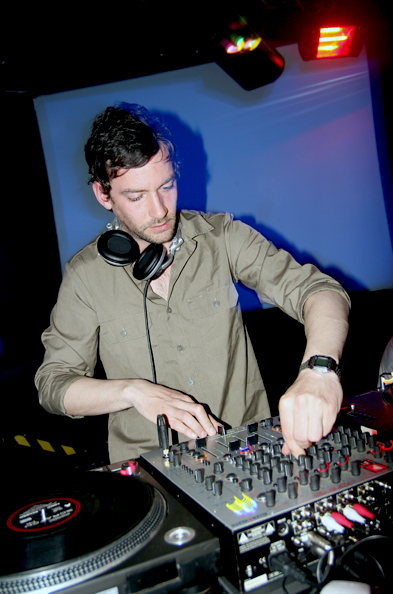
Počátky kariéry
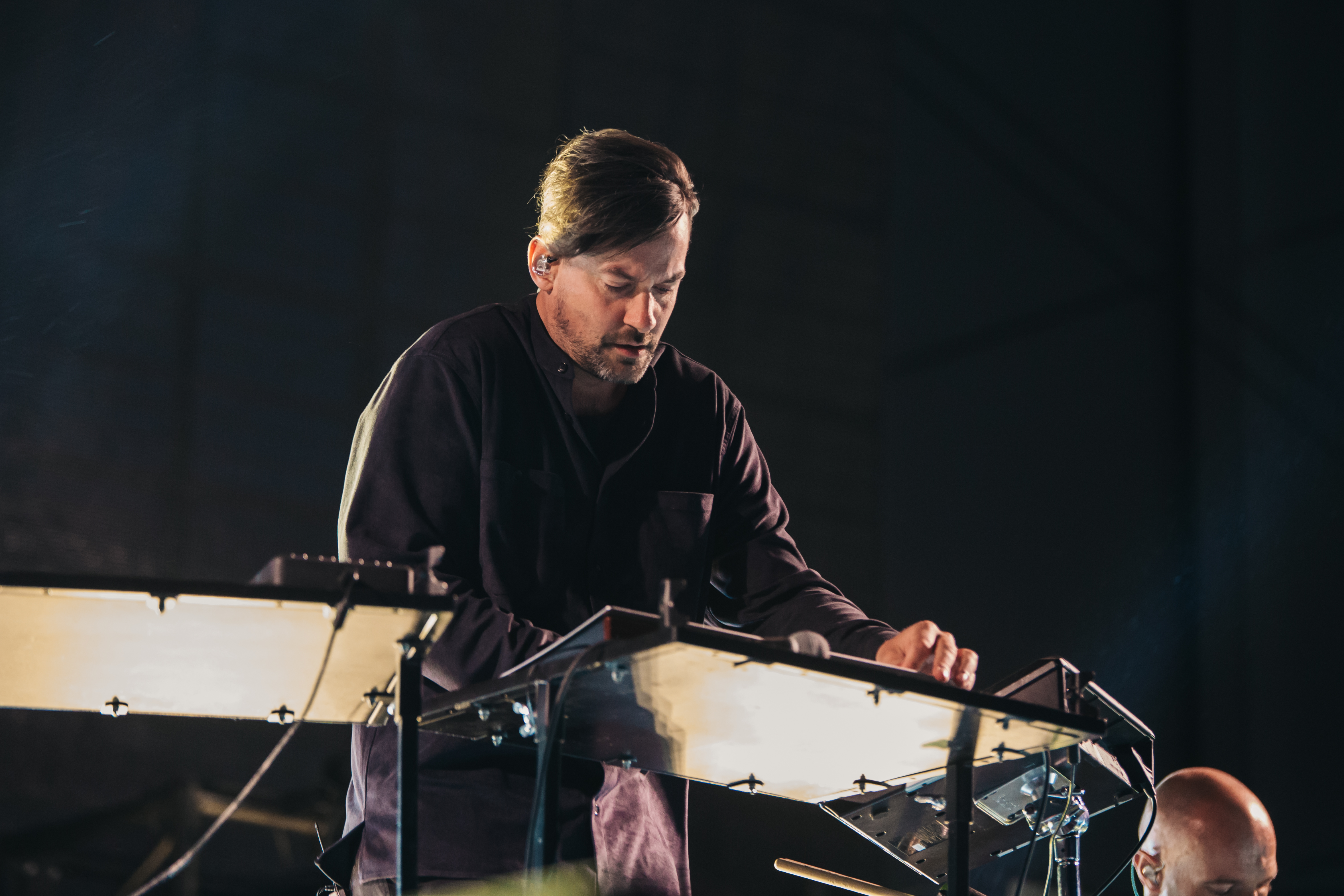
Bonobo na festivalu Roskilde 2017
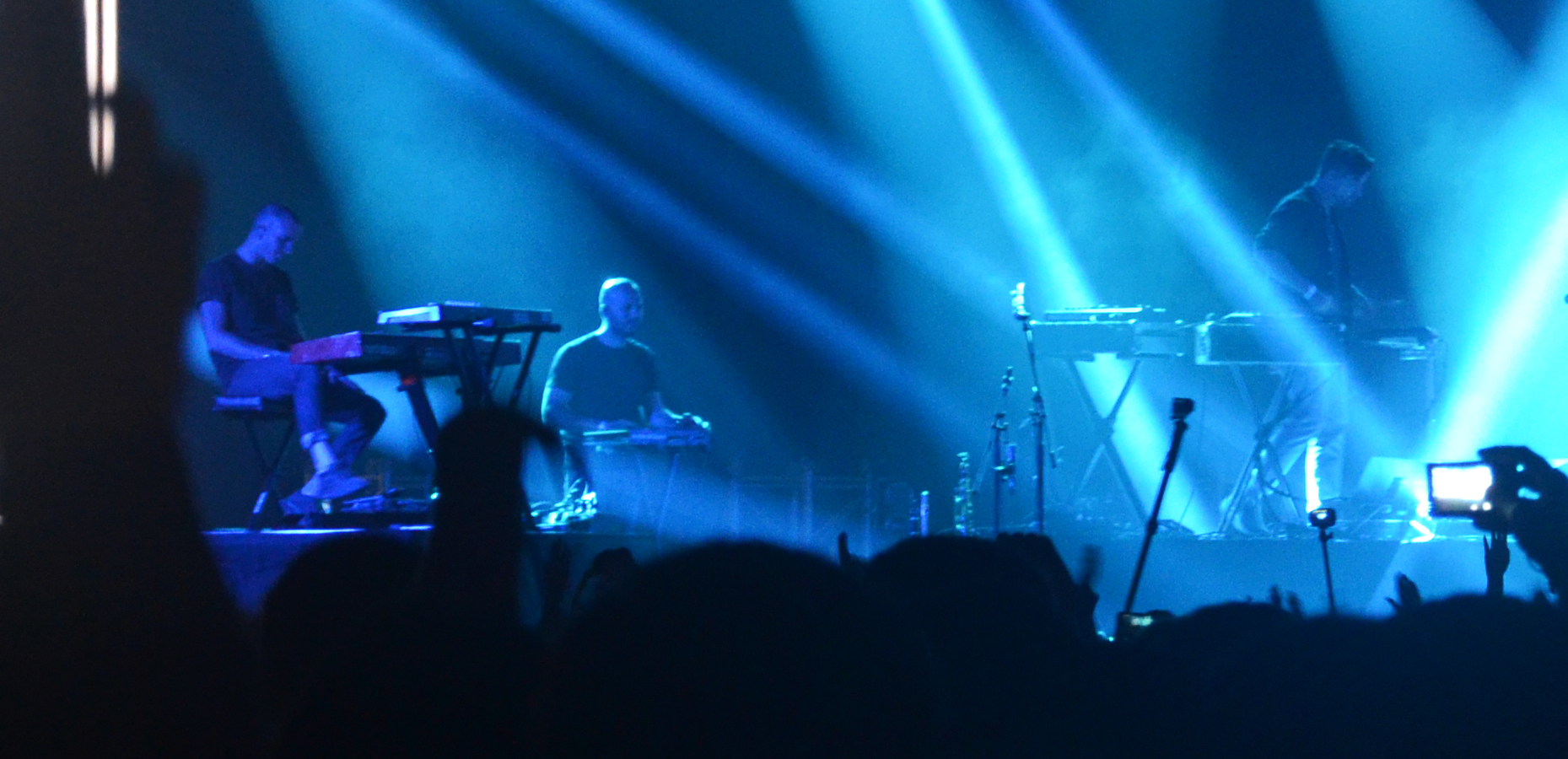
Bonobo na festivalu Sziget 2014
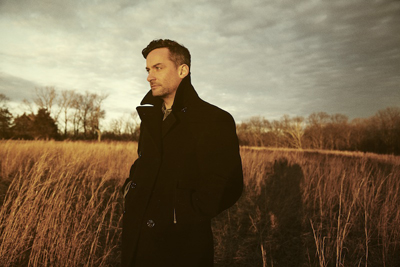
Bonobo v roce 2013